# Binche-Chimay-Binche 2018
La 31e édition de Binche-Chimay-Binche a eu lieu le 2 octobre 2018. Elle fait partie du calendrier UCI Europe Tour 2018 en catégorie 1.1. 

## Équipes
| WorldTeams (6)- AG2R La Mondiale - BMC Racing Team - Groupama-FDJ - Lotto NL-Jumbo - Lotto Soudal - Quick-Step Floors Équipes continentales professionnelles (10)- Cofidis, Solutions Crédits - Direct Énergie - Fortuneo-Samsic - Israel Cycling Academy - Roompot-Nederlandse Loterij - Sport Vlaanderen-Baloise - Vérandas Willems-Crelan - Vital Concept - Wanty-Groupe Gobert - WB-Aqua Protect-Veranclassic Équipes continentales (8)- AGO-Aqua Service - Cibel-Cebon - Differdange-Losch - SEG Racing Academy - Sovac-Natura4Ever - Roubaix Lille Métropole - Tarteletto-Isorex - T.Palm-Pôle Continental Wallon |
| |

## Classement final
| \| Classement général \| Classement général \| Classement général \| Classement général \| Classement général \| \| Coureur \| Coureur \| Pays \| Équipe \| Temps \| \| ------------------ \| ------------------- \| ------------------ \| --------------------------- \| ------------------ \| \| 1er \| Danny van Poppel \| Pays-Bas \| LottoNL-Jumbo \| 4 h 33 min 02 s \| \| 2e \| Yves Lampaert \| Belgique \| Quick-Step Floors \| + 3 s \| \| 3e \| Oliver Naesen \| Belgique \| AG2R La Mondiale \| + 3 s \| \| 4e \| Taco van der Hoorn \| Pays-Bas \| Roompot-Nederlandse Loterij \| + 3 s \| \| 5e \| Andrea Pasqualon \| Italie \| Wanty-Groupe Gobert \| + 3 s \| \| 6e \| Jempy Drucker \| Luxembourg \| BMC Racing Team \| + 3 s \| \| 7e \| Jonas Van Genechten \| Belgique \| Vital Concept \| + 3 s \| \| 8e \| Timothy Dupont \| Belgique \| Wanty-Groupe Gobert \| + 7 s \| \| 9e \| Maxime Monfort \| Belgique \| Lotto-Soudal \| + 7 s \| \| 10e \| Cees Bol \| Pays-Bas \| Team Sunweb \| + 7 s \| |                     |            |                             |                 |
| |                     |            |                             |                 |
| Source : ProCyclingStats |                     |            |                             |                 |
| Classement général |                     |            |                             |                 |
| Coureur | Coureur             | Pays       | Équipe                      | Temps           |
| 1er | Danny van Poppel    | Pays-Bas   | LottoNL-Jumbo               | 4 h 33 min 02 s |
| 2e | Yves Lampaert       | Belgique   | Quick-Step Floors           | + 3 s           |
| 3e | Oliver Naesen       | Belgique   | AG2R La Mondiale            | + 3 s           |
| 4e | Taco van der Hoorn  | Pays-Bas   | Roompot-Nederlandse Loterij | + 3 s           |
| 5e | Andrea Pasqualon    | Italie     | Wanty-Groupe Gobert         | + 3 s           |
| 6e | Jempy Drucker       | Luxembourg | BMC Racing Team             | + 3 s           |
| 7e | Jonas Van Genechten | Belgique   | Vital Concept               | + 3 s           |
| 8e | Timothy Dupont      | Belgique   | Wanty-Groupe Gobert         | + 7 s           |
| 9e | Maxime Monfort      | Belgique   | Lotto-Soudal                | + 7 s           |
| 10e | Cees Bol            | Pays-Bas   | Team Sunweb                 | + 7 s           |